# Z3 (computer)

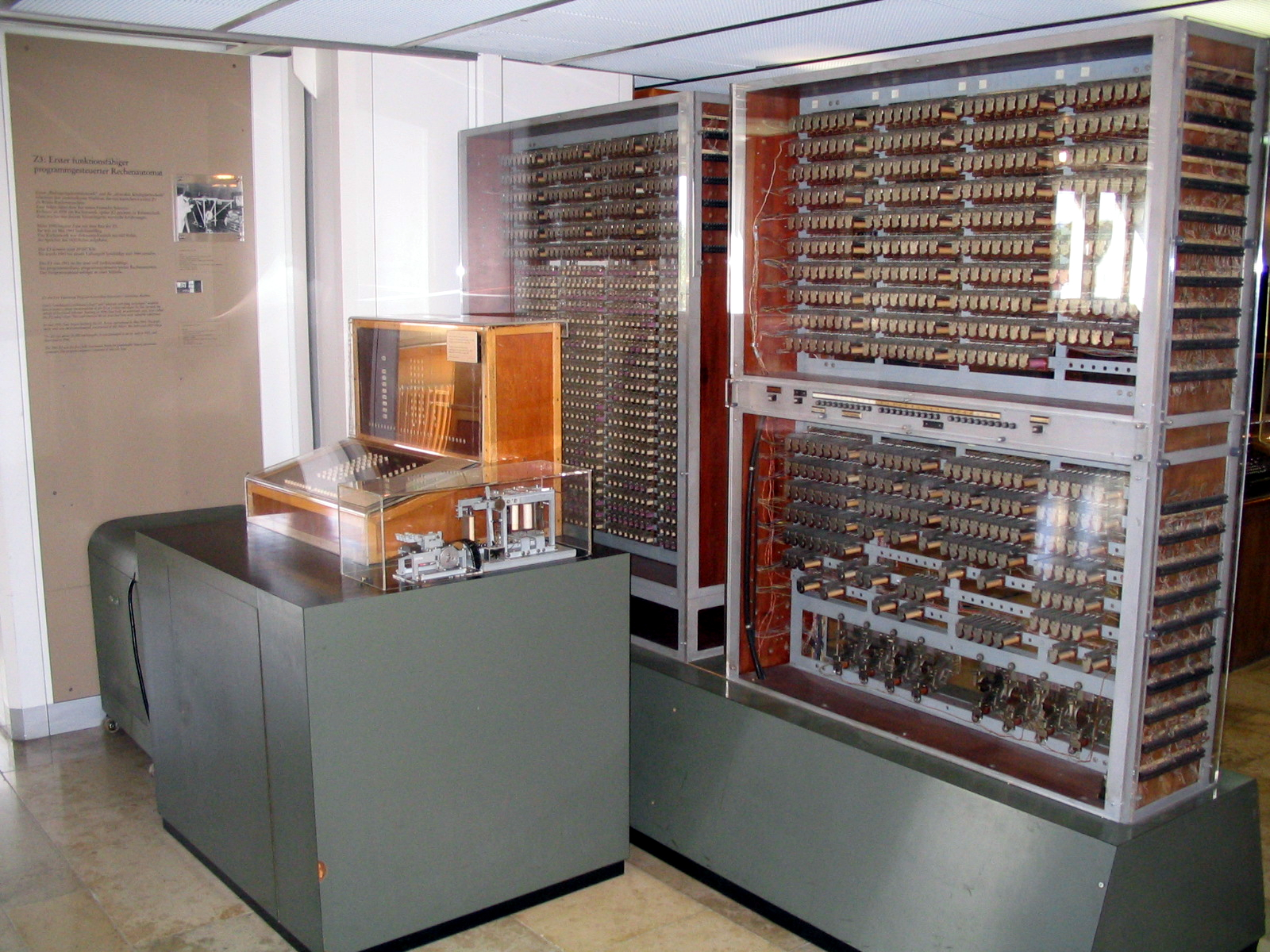
Replică a lui Zuse Z3 expusă la Deutsches Museum din München

Z3 a fost un calculator electromecanic proiectat de Konrad Zuse, prima mașină de calcul programabilă și complet automată. Era Turing-complet și, după standardele moderne, una dintre primele mașini ce pot fi considerate o mașină de calcul completă, deși îi lipsea operațiunea de ramificație conditională. Z3 a fost construit cu 2.000 de relee, implementând cuvinte de date pe 22 de biți și funcționa la o frecvență a ceasului de circa 5–10 Hz. Codul programelor și datele erau stocate pe film de celuloid perforat.
Z3 a fost construit în Berlin în 1941. Institutul German pentru Cercetări în Domeniul Aviatic l-a utilizat pentru efectuarea de analize statistice asupra vibrațiilor aripilor.
Calculatorul Z3 inițial a fost distrus în 1943 în timpul bombardamentelor aliate asupra Berlinului. O replică complet funcțională a fost construită în anii 1960 de compania lui Zuse, Zuse KG, și este expusă permanent în Deutsches Museum.
Zuse a cerut guvernului german finanțare pentru înlocuirea releelor cu comutatoare electronice, dar nu a primit fonduri în timpul celui de al Doilea Război Mondial, întrucât activitatea sa nu a fost considerată esențială pentru efortul de război.

## Proiectare și dezvoltare
Zuse a proiectat în perioada 1935–1936 calculatorul Z1 și l-a construit între 1936 și 1938. Z1 era în întregime mecanic și funcționa în reprize de cel mult câteva minute. Helmut Schreyer l-a sfătuit pe Zuse să folosească o altă tehnologie. Pe când era student la doctorat la Institutul Tehnologic Berlin în 1937, a lucrat la implementarea operațiilor booleene și a ceea ce se numesc astăzi circuite basculante bazate pe tuburi electronice. În 1938, Schreyer a prezentat un circuit bazat pe acestea în fața unui public restrâns și și-a explicat viziunea sa privind mașinile electronice de calcul — dar cum cele mai mari dispozitive electronice operaționale conțineau pe atunci mult mai puține tuburi decât îi erau lui necesare, aceasta a fost considerată nefezabilă.
Astfel, Zuse s-a hotărât să implementeze următorul său proiect pe bază de relee. Realizarea calculatorului Z2 a fost finanțată de dr. Kurt Pennke, care se ocupa cu fabricarea de mici mașini de calcul. Z2 a fost terminat în 1939 și a fost prezentat în fața publicului la Deutsche Versuchsanstalt für Luftfahrt („Laboratorul German pentru Aviație”) în 1940 în Berlin-Adlershof. Această prezentare a fost una din puținele momente când Z2 chiar a funcționat și astfel cei de la DVL au fost convinși să finanțeze parțial următorul proiect.
Z3 a fost construit în 1941 ca îmbunătățire a mașinii Z2 mai simple și a fost un proiect secretizat de guvernul german. Dr. Jenissen, membru al Ministerului Aviației a supervizat ordinele date de guvernul nazist companiei ZUSE Apparatebau care îi aparținea lui Zuse.
Z3 a fost terminat în 1941 și a fost mai rapid și mult mai fiabil decât Z1 și Z2. Operațiunile în virgulă mobilă ale lui Z3 au fost îmbunătățite față de Z1 prin adăugarea unor mecanisme de tratare a excepțiilor. Valorile excepționale plus infinit, minus infinit și nedeterminare puteau fi generate și date ca rezultat. Z3 și-a stocat programul pe o bandă externă, deci pentru reprogramare nu era necesară recablarea.
La 12 mai 1941, Z3 a fost prezentat în fața unui public format din oameni de știință, printre care se numărau profesorii Alfred Teichmann și C. Schmieden de la Deutsche Versuchsanstalt für Luftfahrt din Berlin.
Zuse a trecut apoi mai departe la proiectarea lui Z4, construit în timp ce războiul se apropia de sfârșit.

## Specificații
Calculatorul efectua doar operațiuni în virgulă mobilă (adunare, scădere, înmulțire, împărțire, rădăcină pătrată) pe 22 de biți, viteza medie fiind de o adunare la 0,8 secunde și o înmulțire la trei secunde. Programul putea fi citit de pe bandă perforată din celuloid. Pentru intrare și ieșire, terminalul era format dintr-o tastatură specială și un rând de lămpi pentru afișarea rezultatelor. El era format din 2.000 de relee (dintre care 1.400 formau memoria) și funcționa la o frecvență de 5,3 Hz. Întreg angrenajul cântărea 1 t și consuma energie electrică cu o putere de 4 kW.